# USS Maine-emlékmű (Havanna)
A havannai USS Maine-emlékmű (Monumento a las Víctimas del Maine) azon amerikai tengerészek előtt tiszteleg, akik meghaltak a USS Maine páncélos cirkálón 1898-ban bekövetkezett robbanásban. A katasztrófában 260-an vesztették életüket. Az emlékmű Havanna Vedado kerületében, a Malecón tengerparti út közvetlen közelében áll.

## Története
Kuba elnöke 1913. december 6-án nevezett ki bizottságot a havannai kikötőben megsemmisült amerikai hadihajó áldozatai előtt tisztelgő emlékmű felállítására. Az emlékmű helyét közel a korábbi Santa Clara-üteghez, az Avenida Antonio Maceón jelölték ki. Az építményre pályázatot írtak ki, amelyet a kubai Félix Cabarrocas mérnök tervei nyertek meg. Az előkészületek 1918-ban kezdődtek meg. Többszöri késlekedés után 1924-ben írták alá a kivitelezési szerződést. 1925. március 8-án leplezték le az alkotást Alfredo Zayas kubai elnök, John Pershing amerikai tábornok és John H. Dayton amerikai ellentengernagy jelenlétében. A USS Maine áldozatainak tábláját Elvira Machado – a megválasztott kubai elnök felesége – leplezte le.
Az emlékmű középpontjában egy korinthoszi oszloppár áll, amely mellett az elsüllyedt hajó két kiemelt lövegét és horgonyláncainak darabjait helyezték el. Az oszlopokat egy szárnyait széttáró sas szobra koronázta. Röviddel a felállítás után, 1926. október 20-án az emlékmű egy hurrikánban megsérült. Novemberben megkezdődtek a javítások, és a környező területet is rendezték. 1928. február 15-én az emlékműnél rendezték a robbanás harmincadik évfordulójának emlékünnepségét.
A sasszobrot és az emlékművet díszítő három amerikaipolitikus-büsztöt az 1959-es kommunista forradalom után eltávolították. Ekkor került fel egy felirat is az emlékműre, amely szerint az építmény a hajó azon áldozatai előtt tiszteleg, akiket az imperialisták feláldoztak abban a vágyukban, hogy ellenőrzésük alá vonják Kuba szigetét.

## Történelmi háttér
A USS Maine William McKinley amerikai elnök utasítására Kubába hajózott 1898-ban, azzal a céllal, hogy védje az amerikai politikai és gazdasági érdekeket a szigeten kibontakozó spanyolellenes felkelés idején. Február 15-én éjszaka a havannai kikötőben horgonyzó cirkálót robbanás rázta meg, és a hajó elsüllyedt. A fedélzeten tartózkodók közül 260-an meghaltak. Habár máig nem tudni, hogy mi okozta a katasztrófát, az Amerikai Egyesült Államokban spanyolellenes hangulat alakult ki, és az ország 1898. április 25-én hadba lépett a gyarmattartó spanyolok ellen.
A spanyol–amerikai háború eredményeként az Egyesült Államok megszerezte Guamot, Puerto Ricót és a Fülöp-szigeteket, valamint protektorátusává tette a névleg független Kubát. Az országban megerősödött a nacionalizmus.
A robbanás áldozatait először Havannában temették el. Később a tengerészek földi maradványait kihantolták, és egy kongresszusi döntés értelmében a 165 halottat az arlingtoni sírkert 24-es parcellájában hantolták el 1899. december 28-án. A temetőben felállították a hajó árbocát. 1910-ben a hadsereg megkezdte a USS Maine kiemelését, amelyben 66 tengerész földi maradványait találták meg.